# Arthur & George
Arthur & George ist eine britische dreiteilige Miniserie aus dem Jahr 2015, die von Ed Whitmore geschrieben und von Stuart Orme inszeniert wurde. Basierend auf dem gleichnamigen Roman von Julian Barnes behandelt sie die wahre Begebenheit, wie 1907 der Schriftsteller Arthur Conan Doyle sich für die Rehabilitierung des irrtümlich verurteilten George Edalji einsetzte. Die Titelrollen spielen Martin Clunes, der für Auszeichnungen nominiert wurde, und Arsher Ali.

## Handlung
Für mehrere Fälle nächtlicher Tierverstümmelungen in Great Wyrley, Staffordshire wurde 1903 George Edalji, Rechtsanwalt indischer Abstammung, mit Gefängnis verurteilt. Nach seiner Entlassung 1906 kontaktiert er den für Sherlock Holmes berühmten Schriftsteller Arthur Conan Doyle, der im selben Jahr seine Frau verloren hat, damit dieser seinen Namen reinwasche und er wieder seine Zulassung als Rechtsanwalt erhalte, die er wegen der Vorstrafe verloren hatte. Doyle nimmt an, dass es Rassismus war, der die Polizei dazu gebracht hatte, einseitig gegen Edalji zu ermitteln, auch weil die Familie längere Zeit vor der Tat Drohbriefen und polizeilicher Einschüchterung ausgesetzt war,
und findet mit seinem Assistenten Alfred Wood Ungereimtheiten in den angeführten Indizien. Letztlich führen seine Bemühungen dazu, dass eine Untersuchungskommission eingesetzt wird und Edalji von allen Vorwürfen freigesprochen wieder als Rechtsanwalt arbeiten kann. In einer Fiktionalisierung der wahren Begebenheit kommt es zum Selbstmord von Doyles Hauptverdächtigen und zum Tod von dessen Komplizen, nachdem dieser von Doyle und Edjali gestellt wurde und ihnen ein Geständnis ablegte.

## Episodenliste
| Nr. | Deutscher Titel | Originaltitel | Erstausstrahlung UK | Deutschsprachige Erstveröffentlichung (D) | Regie       | Drehbuch    |
| --- | --------------- | ------------- | ------------------- | ----------------------------------------- | ----------- | ----------- |
| 1   | Folge 1         | Episode 1     | 2. März 2015        | 3. März 2016                              | Stuart Orme | Ed Whitmore |
| 2   | Folge 2         | Episode 2     | 9. März 2015        | 10. März 2016                             | Stuart Orme | Ed Whitmore |
| 3   | Folge 3         | Episode 3     | 16. März 2015       | 17. März 2016                             | Stuart Orme | Ed Whitmore |

## Besetzung und Synchronisation
Die deutschsprachige Synchronisation entstand nach dem Dialogbuch und der Dialogregie von Dirk Müller.
| Rolle                  | Beschreibung                  | Darsteller      | Synchronsprecher  |
| ---------------------- | ----------------------------- | --------------- | ----------------- |
| Sir Arthur Conan Doyle | Schriftsteller                | Martin Clunes   | Peter Reinhardt   |
| George Edalji          | Opfer eines Justizirrtums     | Arsher Ali      | David Turba       |
| Alfred Wood            | Doyles Sekretär               | Charles Edwards | Viktor Neumann    |
| Jean Leckie            | Doyles zweite Frau            | Hattie Morahan  | Vera Teltz        |
| Rev. Shapurij Edalji   | Edaljis Vater                 | Art Malik       | K. Dieter Klebsch |
| Charlotte Edalji       | Edaljis Mutter                | Emma Fielding   | Sabine Mazay      |
| Maud Edalji            | Edaljis Schwester             | Pearl Chanda    | Damineh Hojat     |
| Chief Constable Anson  | Polizeichef                   | Matthew Marsh   | Eberhard Haar     |
| Sergeant Upton         | Polizist, beschuldigte Edalji | Conleth Hill    | Klaus Lochthove   |
| Harry Bostock          | Ortsansässiger, hilft Doyle   | Ciarán Owens    | Arne Stephan      |

## Produktion
Arthur & George basiert auf dem gleichnamigen Roman von Julian Barnes, dessen Filmrechte Philippa Braithwaite, die Ehefrau des Hauptdarstellers Martin Clunes, durch die gemeinsame Produktionsfirma Buffalo Pictures erwarb, die die Serie produzierte. Die Dreharbeiten zur Serie fanden im Oktober 2014 in London und Staffordshire statt.

## Rezensionen
Die Serie hält bei Rotten Tomatoes eine Kritikerwertung von 79 Prozent anhand 14 Kritiken.
Sam Wollaston vom Guardian schreibt, die Adaption des Romans sei weniger subtil, weniger clever und dafür geradeliniger, aber einfühlsam und erfolgreich mit feinen Darstellungen für den Bildschirm konvertiert, und kritisiert als einziges, dass überall der Schatten von Sherlock Holmes dabei sei, und zwar zu viel.
In der New York Times schreibt Mike Hale, auch wenn Edaljis Name im Titel steht, sei es eigentlich die Arthur & Alfred-Show (gemeint ist Doyles Assistent Alfred Wood) und Martin Clunes und Charles Edwards spielen ein sehr liebenswertes Paar. „Ihre Chemie und die Qualität des Produktionsdesigns [...] sind die besten Angebote der Serie. Das Rätsel ist übermäßig verkompliziert mit einem Twist, der in der ersten Episode unbeholfen angedeutet ist, und das Thema rassistischer Vorurteile gegen den Mischling George Edalji ist zwar wesentlich für die Geschichte, aber stärker angestoßen, als für das Drama gut ist. Aber es gibt gerade genug Sherlockschen Spaß [...], um für Arthur & George zu plädieren.“

## Nominierungen
- Satellite Awards 2015: Bester Darsteller in einer Miniserie, für Martin Clunes
- Critics’ Choice Television Awards 2016 (Januar): Bester Darsteller in einer Miniserie, für Martin Clunes